# Luciosoma setigerum
Luciosoma setigerum är en fiskart som först beskrevs av Achille Valenciennes 1842.  Luciosoma setigerum ingår i släktet Luciosoma och familjen karpfiskar. IUCN kategoriserar arten globalt som otillräckligt studerad. Inga underarter finns listade i Catalogue of Life.